# Paraepepeotes westwoodi
Paraepepeotes westwoodi là một loài bọ cánh cứng trong họ Cerambycidae.